# Du Ma Địa

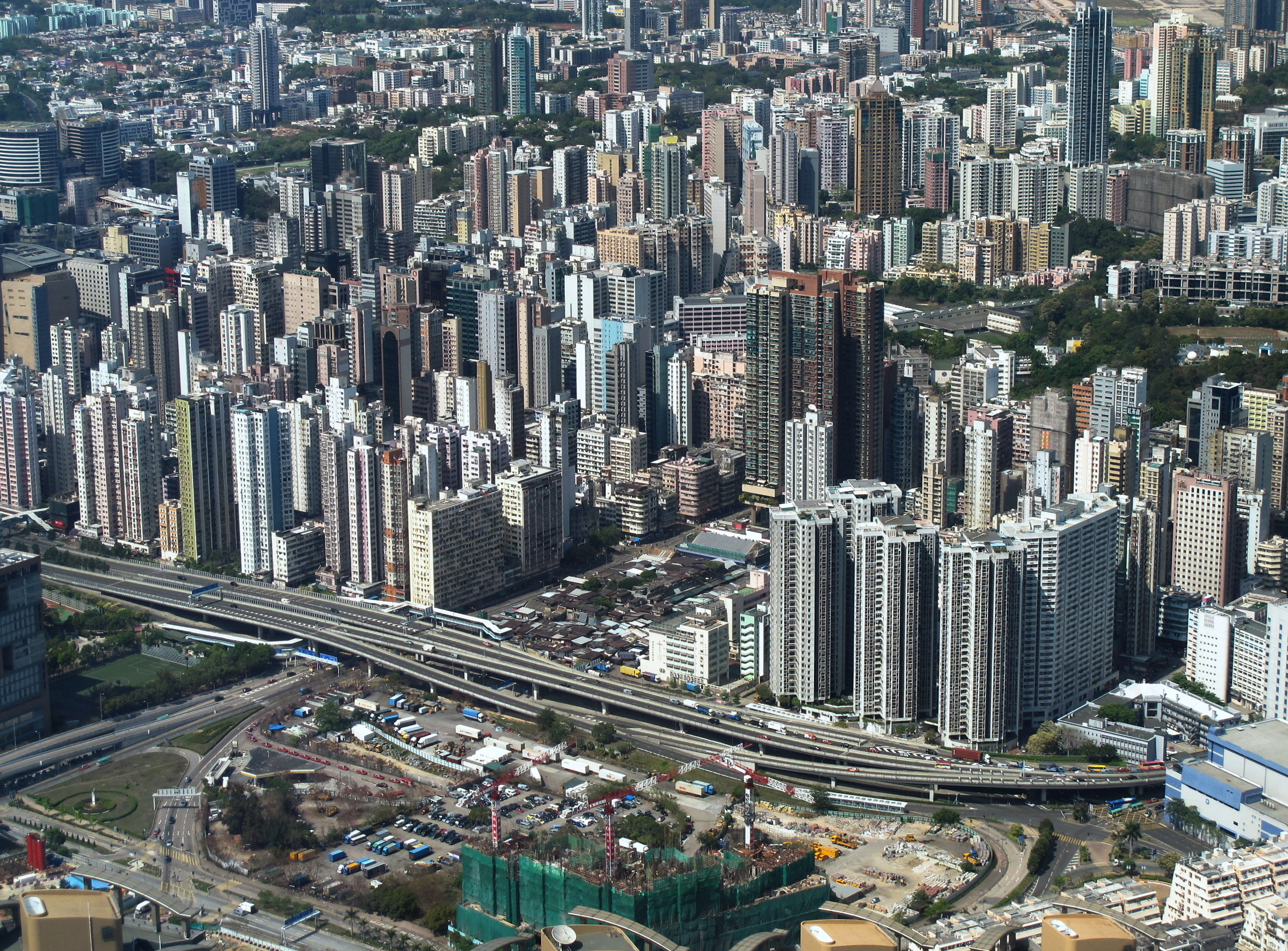
Du Ma Địa

Du Ma Địa, còn gọi là Waterloo (xem phần Tên gọi), là một khu vực của quận Du Tiêm Vượng ở phía nam bán đảo Cửu Long, Hồng Kông.

## Tên gọi
Du Ma Địa (Phồn thể:油麻地, Bính âmYaumatei, Tiếng Anh: Yau Ma Tei) trong bính âm còn có thể đọc là Yau Ma Ti, Yaumati hoặc Yau-ma-Tee. Du Ma Địa cùng với Tiêm Sa Chủy và Vượng Giác được gộp lại từ những chữ cái đầu tiên để đặt tên cho quận Du Tiêm Vượng, Hồng Kông.
Chữ Du (油) có nghĩa là "dầu", Ma (麻) có thể là "vừng" hoặc "cây đay", còn Địa (地) có nghĩa là "đồng ruộng" hoặc "vùng đất". Do vậy, Du Ma Địa có thể giải thích nghĩa là "cánh đồng dầu mè" hoặc "vùng đất dầu và cây đay". Hai cách giải thích này có lẽ là nguyên nhân vì sao có đến hai cách giải thích về nguồn gốc của tên gọi địa danh Du Ma Địa.
Khu vực này còn có tên tiếng Anh là Waterloo, dựa theo tên của đường Waterloo nằm trong khu vực này. Tên này từng được sử dụng cho ga tàu điện MTR khi nó được mở vào năm 1979.

## Địa lý
Du Ma Địa giáp với Vượng Giác về phía bắc bởi Đường Dundas và tiếp giáp với Tiêm Sa Chủy ở phía nam bởi Đường Austin (柯士甸道). Phía tây là cảng Victoria còn phía đông là vùng đồi Hà Văn Điền.
Phía nam của Du Ma Địa ban đầu được gọi là Quan Dũng (Kwun Chung), nhưng sau này được gọi là Jordan sau khi Ga tàu điện Jordan được khánh thành tại trung tâm khu vực.

## Lịch sử

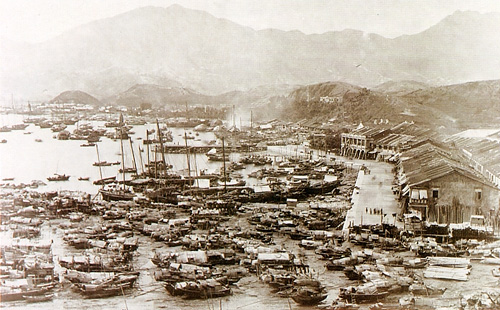
Bãi biển Du Ma Địa năm 1880

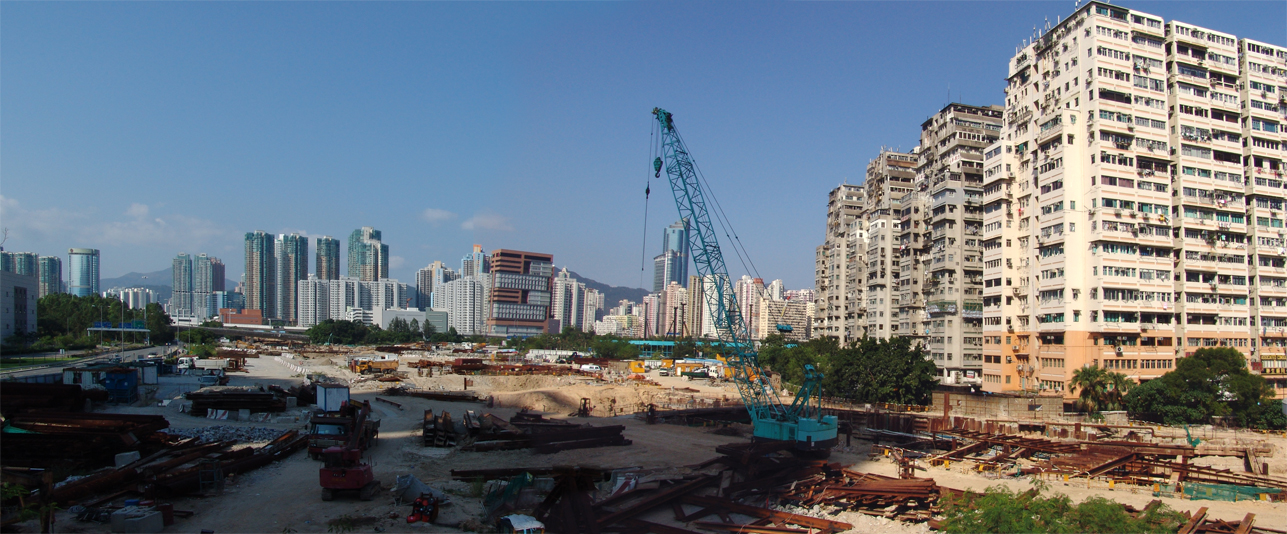
Bãi biển Du Ma Địa năm 2008

Du Ma Địa là một ngôi làng ở Cửu Long. Tên ngôi làng còn đề cập đến việc khi nghĩa địa của người Trung Quốc bị sang nhượng ở phía đông bắc vào ngày 2 tháng 9 năm 1871.
Cái tên Du Ma Địa không có ý muốn nhắc đến sự thống trị của người Anh trước kia. Tuy nhiên, Quan Dũng đã được đề cập đến trong một số tư liệu lịch sử. Quan Dũng là một khu vực đồng bằng châu thổ với nhiều ngôi làng sản xuất nông nghiệp. Trên ngọn đồi phía nam gần bờ biển là Pháo đài Quan Dũng được xây bởi một viên quan Trung Quốc (Nhà Thanh) là Lâm Tắc Từ để phòng thủ chống lại thực dân Anh. Trong trận Quan Dũng năm 1839, pháo đài này cùng với Pháo đài Tiêm Sa Chủy đã ngăn chặn không cho thực dân Anh chiếm được Cửu Long. Pháo đài này cùng với ngọn đồi bị phá sập trong giai đoạn đầu lúc thực dân Anh chiếm được Cửu Long.
Trước khi Cửu Long được nhượng lại cho thực dân Anh vào năm 1860, Du Ma Địa từng là vịnh và bãi biển tụ tập rất nhiều ngư phủ người Tanka. Cho đến khi chính phủ Hồng Kông khai khẩn đất đai ở đây thì họ vẫn còn sinh sống. Khu trúc bão Du Ma Địa trở thành khu vực thu hút của khách ngoại quốc nơi đây có các nhà hàng trên mặt nước chuyên cung cấp các loại thủy sản địa phương. Thực phẩm của khu trú bão vẫn còn nổi tiếng cho đến ngày nay thậm chí là còn được vận chuyển vào trong đất liền. khu trú bão không chỉ là nơi duy nhất mà các ngư dân sinh sống, ngoài ra còn các cảng ở Hong Kong. Có rất nhiều bến tàu (ụ tàu) được xây dọc các cảng.
Bến phà ở phía nam Du Ma Địa là trục giao thông huyết mạch nơi mà hành khách có thể đến và trở về từ Đảo Hồng Kông. Dịch vụ được cung cấp bởi Phà Hồng Kông và Du Ma Địa.
Trong đất liền, khai hoang nhằm để biến Hồng Kông thành nơi định cư lâu dài, các đại lý bán lẻ cũng ra đời. Đường Thượng Hải là con đường trung tâm lúc trước nay đã bị đường Nathan (彌敦道) giành mất vị trí.
Dọc theo đường Waterloo là chợ trái cây có niên đại khoảng một thể kỷ và ngày bên cạnh là rạp chiếu phim Du Ma Địa, rap chiếu phim lớn nhất ở Cửu Long. Bệnh viện Quảng Hoa là bệnh viện đầu tiên ở bán đảo Cửu Long được khánh thành năm 1911. Trụ sở YMCA và nhà trọ của nó ở Hồng Kông cũng nằm trên con đường này.

## Y tế
Bệnh viện Quảng Hoa, điều hành bởi sự từ thiện của tập đoàn bệnh viện Đông Hoa, là bệnh viện lớn đầu tiên của khu vực. Về mặt lịch sử, có một bệnh viện khác được xây ở ngọn đồi phía đông bắc bệnh viện Kwong Wah chuyên trị bệnh đậu mùa (油蔴地痘局). Ngoài ra còn có bệnh viện Nữ hoàng Elizabeth được sáng lập bởi chính phủ Hồng Kông cũng là một bệnh viện lớn trong khu vực.

## Thắng cảnh

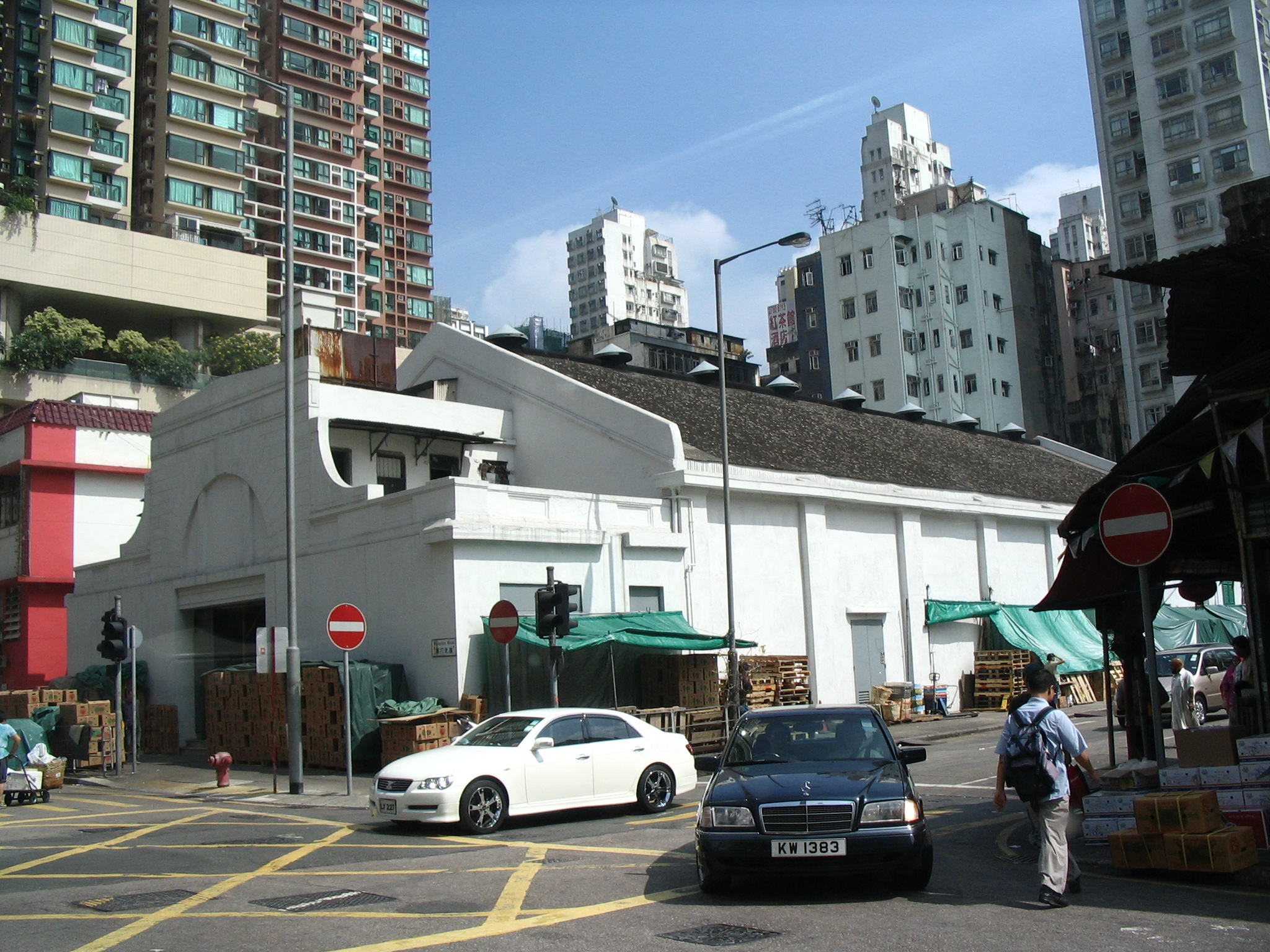
Rạp chiếu phim Du Ma Địa năm 2007. Một góc nhỏ của chợ trái cây Du Ma Địa ở bên phải.

Khu vực này phần lớn là nhà ở và các cửa hàng bán lẻ. Hằng đêm các tiểu thương còn buôn các loại mặt hàng khác như quần áo, vật trang trí, sách đĩa ở đường Temple. Gần đó có một di tích nổi tiếng là Thiên Hậu Miếu được xây dựng vào năm 1876. Ngôi đền năm trên đường Public Square. Quảng trường được gọi là Dung Thụ Đầu, đã từng là một khu chợ đêm.

### Bảo tàng
Bảo tàng sở thích và trò chơi quốc tế Hồng Kông (香港國際玩具博物館), tọa lạc ở số 330 đường Thượng Hải, trưng bày mô hình, đồ chơi và lưu giữ các loại hình văn hóa dân gian hiện đại trên toàn thế giới. Vật trưng bày bao gồm xe đồ chơi, búp bê, mô hình cử động, nhân vật hoạt hình, bộ sưu tầm về khoa học viễn tưởng, mô hình rocket, hoạt hình Nhật Bản, đồ chơi cổ điển.
Bảo tàng bệnh viện tập đoàn Đông Hoa bên trong Bệnh viện Quảng Hoa trưng bày lịch sử Bệnh viện của tập đoàn Đông Hoa và sự liên kết chúng với người dân Hồng Kông, nó cũng nằm tại khu vực Du Ma Địa.

### Kiến trúc lịch sử
- Thiên Hậu Miếu (天后廟)
- Sở cảnh sát Du Ma Địa
- Chợ trái cây Du Ma Địa
- Rạp chiếu phim Du Ma Địa
- Engineer's Office of the Former Pumping Station
- Tòa án cũ Nam Cửu Long
- Nhà thờ Liên Cửu Long

## Công trình công cộng

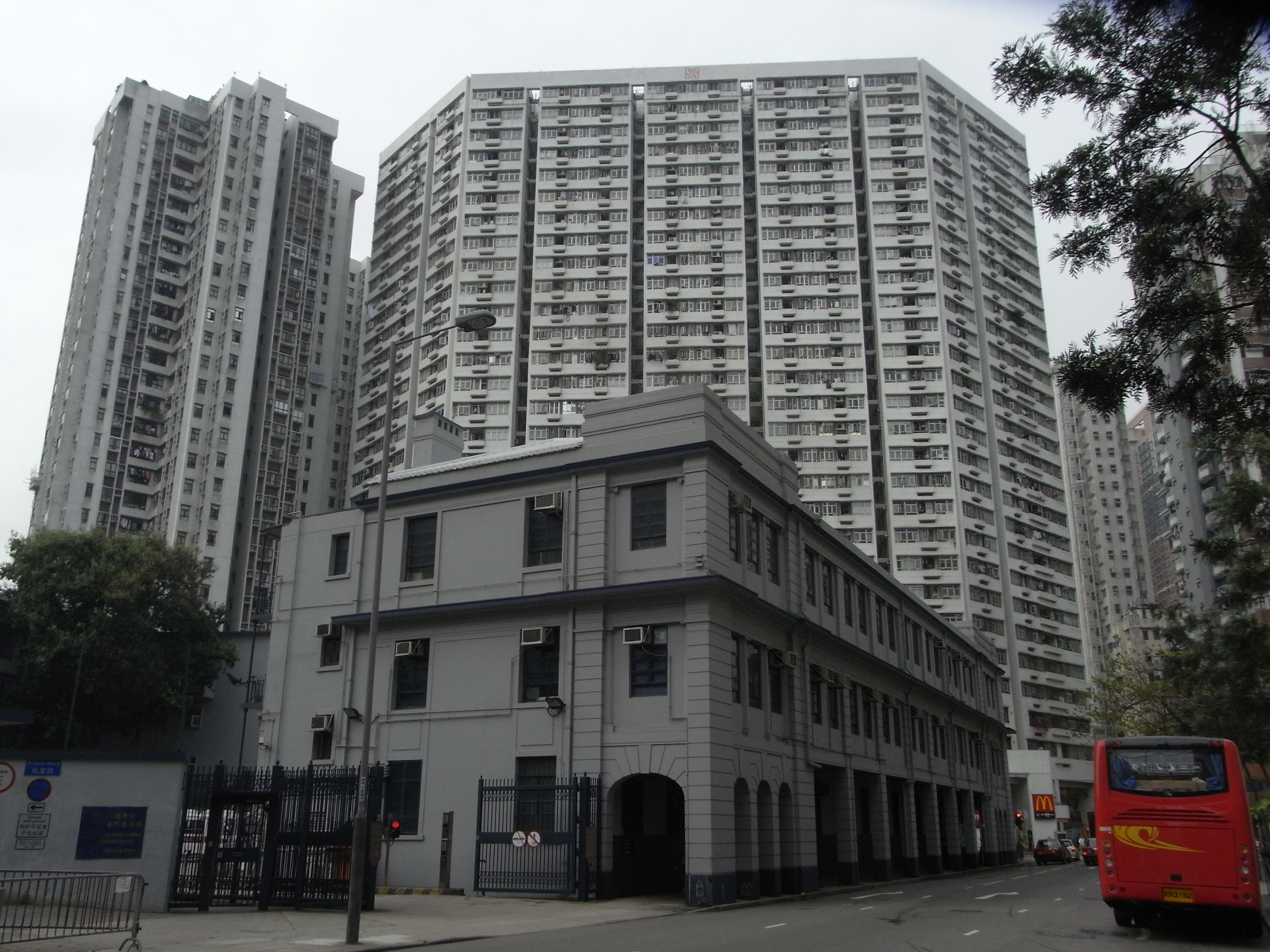
Công viên Thịnh Vượng nằm phía sau Sở cảnh sát Du Ma Địa.

### Công viên Thịnh Vượng
Trong những năm 1980, chính quyền giao dự án quy hoạch lại đường Lợi Đạt (tiếng Trung: 利達街) và đường Tường Thụy (tiếng Trung: 祥瑞街) ở Du Ma Địa (hai còn đường này sau đó bị xóa sổ trong dự án quy hoạch lại) cho Tập đoàn nhà đất Hồng Kông. Cuối cùng nó trở thành Công viên Thịnh Vượng (tiếng Trung: 駿發花園), "Kế hoạch cải thiện đô thị" về bất động sản ở đường Public Square trong giai đoạn 1, bao gồm lô số 1, 2 và 5, đã hoàn thành vào năm 1991. Lô 1 và 2 đều được bán trong khi lô 5 thì được cho thuê. Giai đoạn 2, gồm lô số 3 và 4, được hoàn thành vào năm 1995 được bán đi.

### Hải Phú Uyển

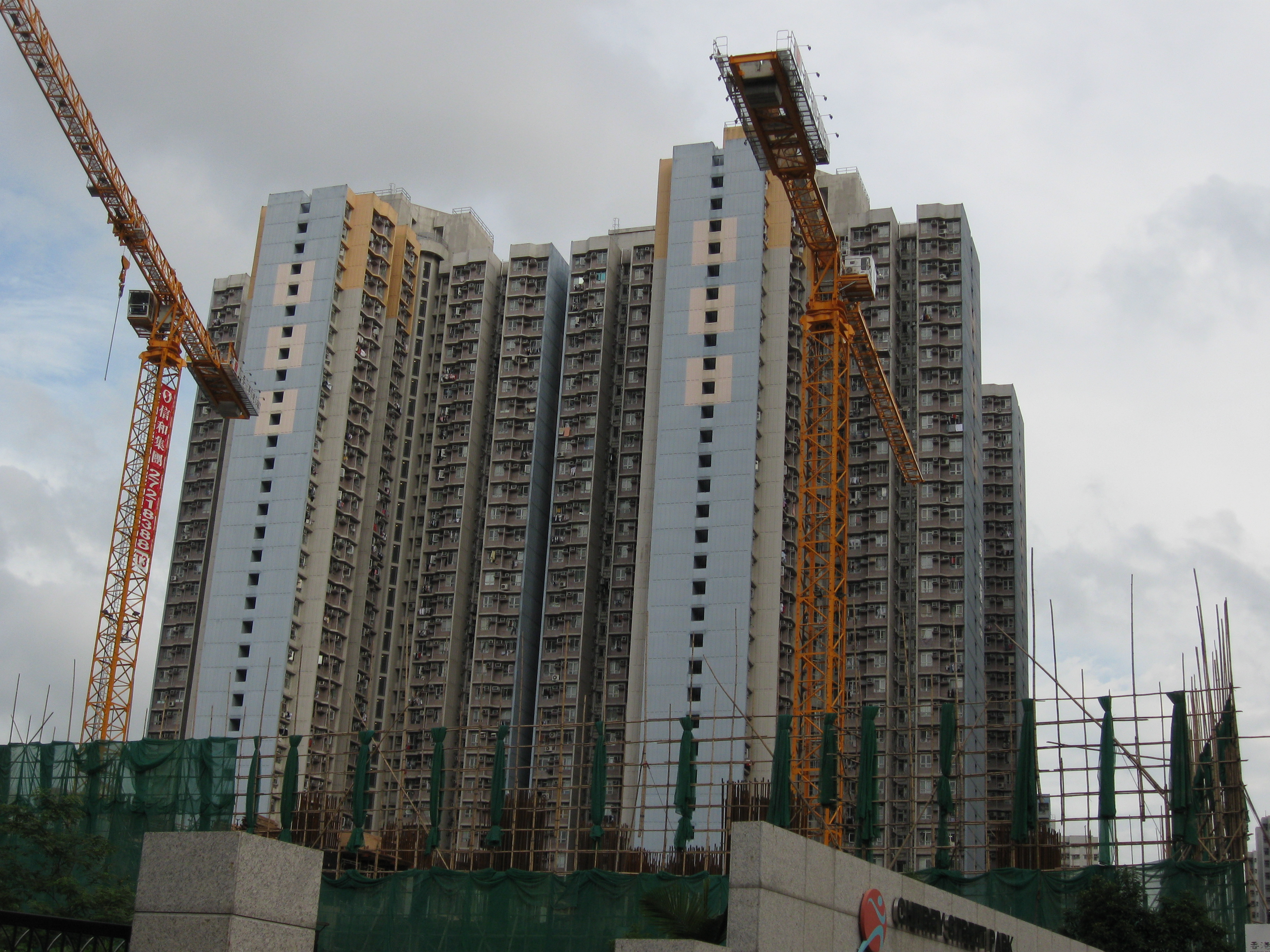
Hải Phú Uyển

Hải Phú Uyển (tiếng Trung: 海富苑) là sự kết hợp giữa kế hoặc sở hữu nhà và bất động sản công cộng được xây trên đất khai hoang của Khu trú bão Du Ma Địa khi trước. Đây là dự án bất động sản công cộng duy nhất được thực hiện bởi Sở nhà đất Hồng Kông tại quận Du Tiêm Vượng. Nó bao gồm 6 lô được hoàn thành vào năm 1999 và 2004.

## Giáo dục
Cao đẳng Hoa Nhân, Cửu Long tọa lạc tại Du Ma Địa. Đây là trường dành cho nam sinh.
Trường cao đẳng Hội giám lý Du Ma Địa. Là một trường EMI dành cho cả nam sinh lẫn nữ sinh.

## Giao thông
Đường Nathan đi từ bắc tới nam qua trung tâm của Du Ma Địa. Phần lớn các tuyến xe buýt đều theo đường Nathan để đến khu vực phía bắc Cửu Long và Tân Giới. Tàu điện ngầm MTR qua lại phía bên dưới lòng đất. Du Ma Địa là khu vực của hai tuyến tàu điện ngầm là Thiên Loan và Quan Đường.